# Albert Bruylandt
Albert Bruylandt (Denderwindeke, 4 september 1921 – Aalst, 6 juni 2014) was een Belgische wielrenner.
Hij begon zijn profloopbaan als wielrenner aan het begin van de Tweede Wereldoorlog en deze duurde tot 1952. Hij combineerde zijn loopbaan op de weg met wielrennen op de baan. Zijn grootste successen behaalde hij als zesdaagsenwielrenner. Hij nam in totaal deel aan 25 zesdaagsen en wist er hiervan 4 als overwinnaar af te sluiten, alle vier samen  met zijn landgenoot René Adriaenssens.

## Overwinningen en ereplaatsen
1948
- 1e in Zesdaagse van Antwerpen met René Adriaenssens
- 2e in Zesdaagse van Gent
- 3e in Zesdaagse van Parijs

1949
- 2e in Zesdaagse van Parijs

1950
- 3e in Zesdaagse van Gent

1951
- 2e in Zesdaagse van Antwerpen met René Adriaenssens
- 1e in Zesdaagse van Gent met René Adriaenssens
- 1e in Zesdaagse van Londen met René Adriaenssens
- 1e in Zesdaagse van Parijs met René Adriaenssens

## Resultaten in voornaamste wedstrijden
| Jaar | Ronde van Vlaanderen |
| ---- | -------------------- |
| 1947 | 19e                  |